# Jonas – Vergiss mich nicht
Jonas – Vergiss mich nicht (Originaltitel Jonas) ist ein französisches Fernsehfilmdrama des Regisseurs Christophe Charrier. Erstmals wurde er in Frankreich und Deutschland vom Fernsehsender Arte ausgestrahlt.

## Handlung
Erzählt werden in Zeitsprüngen zwei Phasen im Leben von Jonas Casseti. Schauplatz ist Toulon in Südfrankreich.
Der 33-jährige Jonas hat in dem Schwulenclub Boys Paradise randaliert und wird, offenbar nicht zum ersten Mal, von der Polizei verhört. Am nächsten Morgen wird er von seinem Freund Sam aus der Wohnung geworfen, der es nicht mehr mit ihm aushält. Offenbar hat Jonas viele kurze sexuelle Abenteuer. Zum Broterwerb arbeitet er im Krankenhaus und ist bei Patienten und deren Angehörigen sehr beliebt.
In seiner Freizeit beobachtet Jonas Léonard, einen jungen Mann mit blondiertem Haar. Obwohl sie nie miteinander geredet haben, kennt er ihn aus zunächst unbekanntem Grund und folgt ihm in den sozialen Medien. Nachdem Jonas seine Bleibe verloren hat, nimmt er sich für eine Nacht ein Zimmer in dem Hotel, in dem Léonard als Nachtportier arbeitet. Jonas erleidet im Hotelzimmer eine Art Nervenzusammenbruch und wird von Léonard versorgt. Nach dessen Feierabend gehen sie zusammen aus und trinken, und Jonas erwacht am folgenden Morgen bei Léonard zu Hause. Léos Mutter gegenüber gibt er sich nach einigem Zögern als der frühere Mitschüler und Freund ihres ältesten Sohnes Nathan zu erkennen.
18 Jahre zuvor, im Jahr 1997, am ersten Schultag in der 9. Klasse, kommt Nathan Dewatter, ein kleiner Rebell mit einer markanten Narbe im Gesicht, in Jonas’ Klasse, setzt sich neben ihn und freundet sich mit ihm an. Der 15-jährige Jonas, unsicher und schüchtern, findet den ein Jahr älteren selbstbewussten Nathan cool, der sich nicht um Regeln schert und sein eigener Herr zu sein scheint. Nathan erzählt über seine Vergangenheit nicht immer die Wahrheit, so über seine letzte Schule und über den Grund für seine Narbe, doch Jonas nimmt ihm das nicht übel. Auch als Nathan ihn spontan küsst, ist das für Jonas in Ordnung – er lässt sich auf Nathans homosexuelle Avancen ein.
Einmal will Jonas bei Nathan übernachten, beide Eltern erlauben es. Nathan schenkt ihm zunächst seinen Game Boy, dann gehen sie ins Kino, anschließend will Nathan die Schwulenbar Boys Paradise besuchen, was ihnen als Minderjährigen jedoch verwehrt wird. Ein Mann vor der Bar spricht sie an und lädt sie in einen anderen Club ein. Jonas zögert, doch Nathan ist neugierig und lässt sich sofort darauf ein. Als die beiden Jungen während einer viel zu langen Autofahrt zu ahnen beginnen, dass der Mann sie hinters Licht führt und nicht klar ist, was er vorhat, kommt es zu einem Handgemenge, der Mann schubst Nathan gegen das Seitenfenster, und dieser sackt reglos auf seinem Sitz zusammen. Jonas zieht in Panik die Handbremse und flieht aus dem Auto, der Fremde fährt mit dem bewusstlosen Nathan davon, beide verschwinden spurlos. In dieser Nacht wird Nathans Bruder Léonard geboren.
Als 15-Jähriger hat Jonas niemandem die volle Wahrheit erzählt, aus Scham darüber, dass er Nathan in dieser schicksalshaften Nacht im Stich gelassen hat. Nun aber, als 33-Jähriger, erzählt er Nathans Mutter die ganze Geschichte. Sie glaubt, dass Nathan noch lebt. Léonard, der Jonas anschließend nach Hause fährt, geht hingegen davon aus, dass sein Bruder, den er nie kennengelernt hat, tot ist. Zwar gibt er Jonas eine Mitschuld an Nathans Verschwinden, doch begreift er auch, dass Jonas damals nicht anders handeln konnte und unter dem Geschehenen leidet.
Der Film endet, als Jonas und Léonard auf der Heimfahrt gemeinsam spontan den Vergnügungspark Magic World besuchen, wo sich Nathan als Kind bei einem Unfall die Narbe zugezogen hatte.

## Produktion
Regie führte Christophe Charrier, der auch das Drehbuch schrieb.
Die Erstausstrahlung im deutschen Free-TV erfolgte am 23. November 2018 auf Arte. Im Mai 2019 wurde er im Rahmen der Queerfilmnacht gezeigt.

## Auszeichnungen
Seoul International Drama Awards 2019
- Nominierung als Bester Film
- Nominierung für die Beste Regie (Christophe Charrier)
- Nominierung als Bester Schauspieler (Félix Maritaud)[4]

## Synchronisation
Die deutsche Synchronisation entstand nach einem Dialogbuch und der Dialogregie von Heike Kospach im Auftrag der Interopa Film GmbH, Berlin.
| Darsteller       | Synchronsprecher  | Rolle             |
| ---------------- | ----------------- | ----------------- |
| Félix Maritaud   | Simon Derksen     | Jonas (erwachsen) |
| Nicolas Bauwens  | Sebastian Fitzner | Jonas (jung)      |
| Aure Atika       | Carolina Vera     | Nathans Mutter    |
| Tommy Lee Baïk   | Filipe Pirl       | Nathan            |
| Ilian Bergala    | Paul-Lino Krenz   | Léonard           |
| Pierre Cartonnet | Gerrit Hamann     | Jonas’ Vater      |
| Marie Denarnaud  | Marie Bierstedt   | Jonas’ Mutter     |